# Йоахим Якоб фон Глайхен-Рембда
Йоахим Якоб фон Глайхен-Рембда (на немски: Joachim Jakob von Gleichen-Rembda; † пр. 1544) е граф на Глайхен-Рембда.

## Произход
Той е единдстевеният син на граф Адолф II фон Глайхен-Рембда († 1523/1537). Внук е на граф Ернст XI (X/XII) фон Глайхен-Бланкенхайн-Рембда-Алтернберг († 1492) и съпругата му Катарина фон Ризенбург († сл. 1297).

## Фамилия
Йоахим Якоб фон Глайхен-Рембда се жени за Амалия фон Мансфелд-Фордерорт (* 1506?; † сл. 1554), вдовица на Хайнрих XIII Ройс цу Грайц († 1535), и на Йоахим фон Глайхен-Рембда († пр. 1544, негов братовчед), дъщеря на граф Ернст II фон Мансфелд-Фордерорт († 1531) и Барбара фон Кверфурт († 1511). Те имат две деца:
- Адолф IV фон Глайхен-Рембда († 1563), граф на Глайхен-Рембда, женен за Барбара фон Китлитц (* 1543; † 21 януари 1565)
- Барбара фон Глайхен-Рембда (* 1543; † пр. 21 януари 1565)